# Лесбійський фемінізм

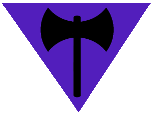
Символ лесбійського сепаратизму

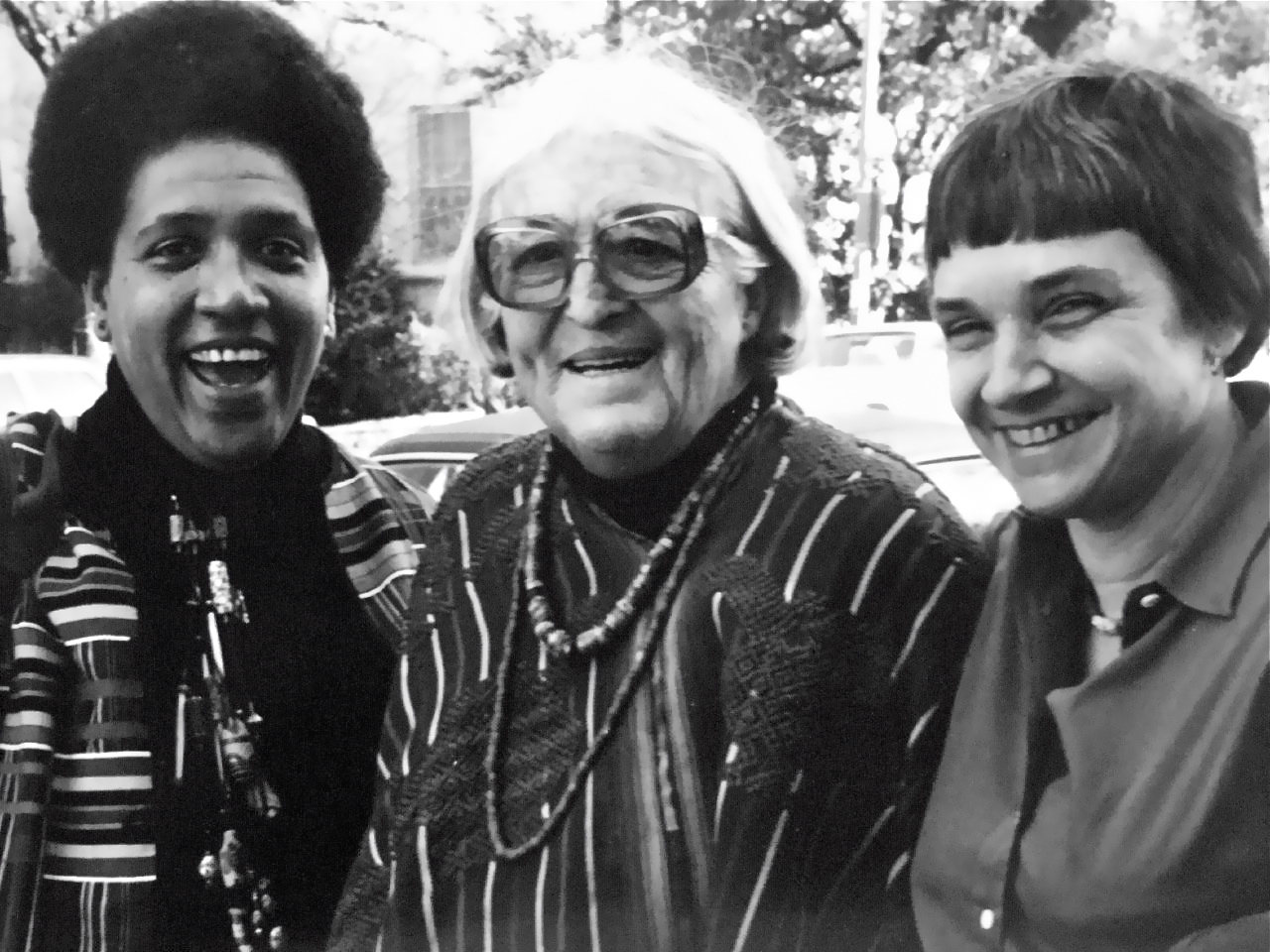
Одрі Лорд, Мерідель Ле Суер (Meridel Le Sueur), Адрієнн Річ, 1980

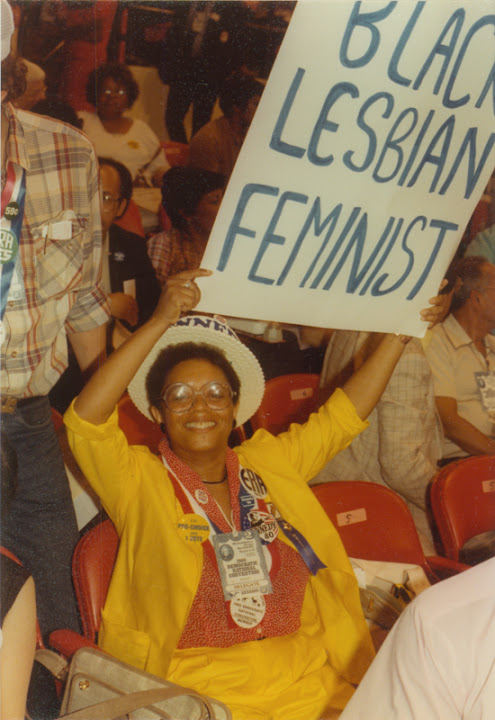
Учасниця Lesbian & Gay Causus з плакатом на підтримку чорного лесбійського фемінізму на 1980 Democratic National Convention, Медісон-сквер-гарден, Нью-Йорк

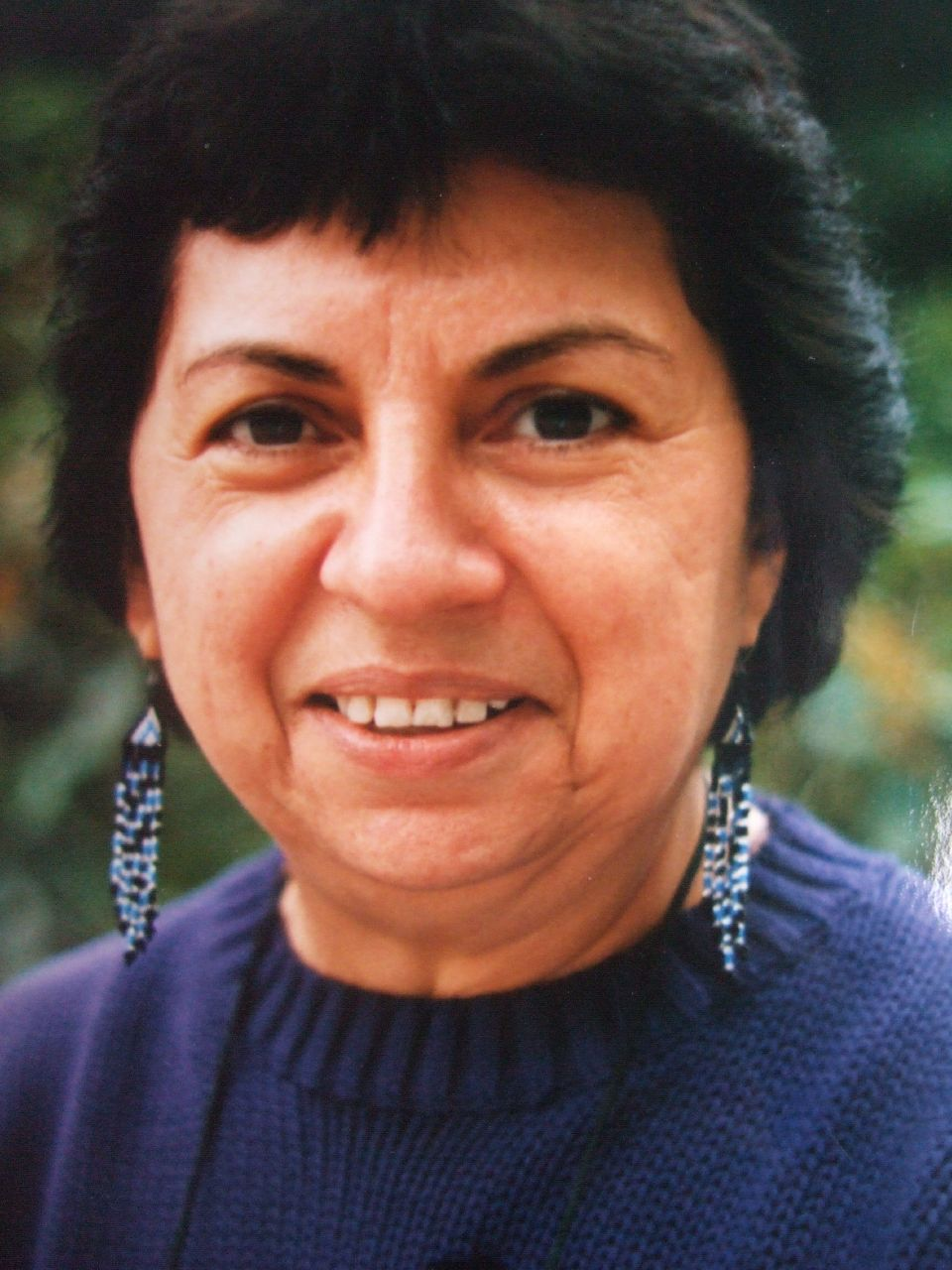
(1942 – 2004), мексикансько-американська лесбі-феміністка, письменниця, поетка, дослідниця та активістка. Smith College, 1990

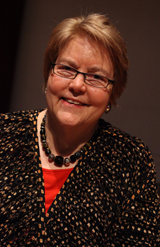
Шарлотта Банч (1944), американська фемавторка, організаторка рухів за права жінок та права людини. Засновниця-директор та провідна дослідниця Center for Women's Global Leadership (Rutgers University, Нью-Брансвік (Нью-Джерсі). 2010 рік

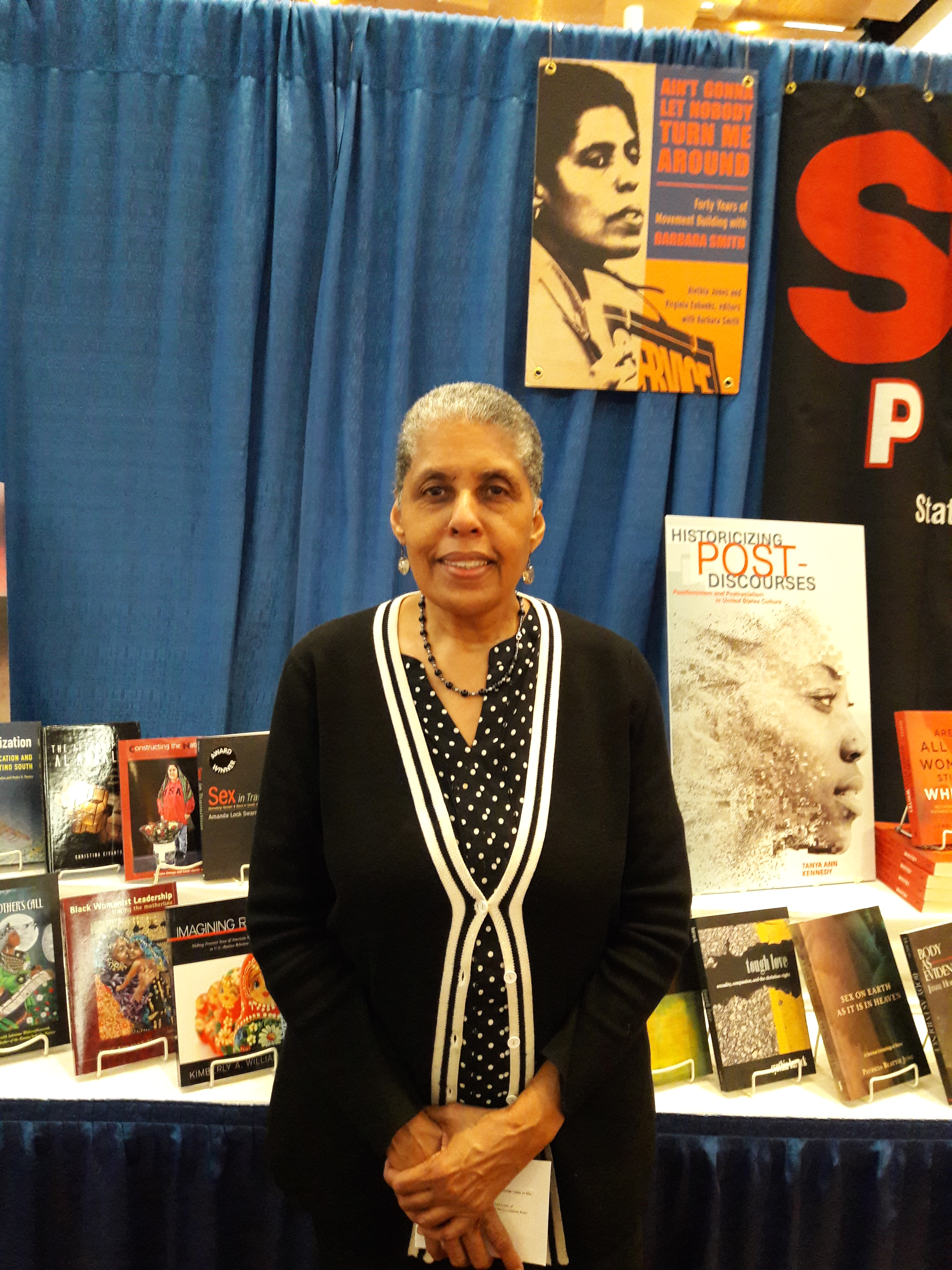
Барбара Сміт, американська лесбі-феміністка та соціалістка, зіграла значну роль у розбудові чорного фемінізму в США. Критикиня, викладачка коледжів та вишів з 25-річного віку, дослідниця, письменниця та видавниця у Black feminist thought. На конференції національної асоціації США з жіночих досліджень (National Women's Studies Association, NWSA), 2017

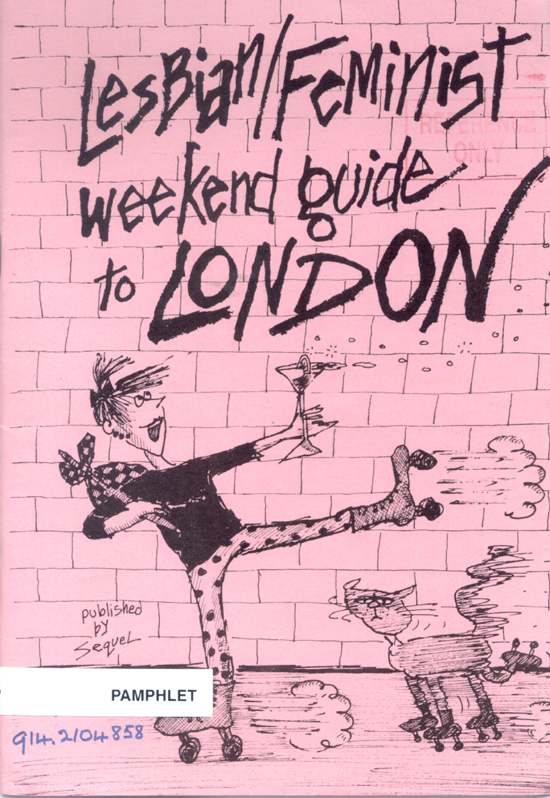
Лесбі-феміністський путівник для Лондона, 2017

Лесбійський фемінізм (англ. Lesbian feminism) — культурне явище, суспільний рух та критична рамка, що розглядає питання про положення лесбійок у супільстві та заперечує гетеронормативність; заохочує жінок спрямовувати їхні ресурси на інших жінок замість чоловіків; і часто відстоює лесбійство як логічний результат фемінізму. Зародився в 1960-х з невдоволеності другою хвилею фемінізму та рухом за права гомосексуал/ок (gay liberation movement)., найбільший вплив мав у 1970-х та на початку 1980-х (переважно в Північній Америці та Західній Європі).
Ключові мислительки та активістки руху — Шарлотта Банч, Ріта Мей Браун, Адрієнн Річ, Одрі Лорд, Мерилін Фрай, Мері Дейлі, Шейла Джеффріс, Барбара Сміт, Пет Паркер, Маргарет Слоан-Гантер, Черіл Кларк Глорія Анзалдуа, Шеррі Морага та Монік Віттіг (хоча остання в основному більше спеціалізується на квір-теорії).
За словами Шейли Джеффріс, «Лесбійський фемінізм постав як результат двох розвитків: лесбійок, які у WLM (Жіночому визвольному русі) почали творити нові, чітко феміністські політики, та лесбійок із GLF (Gay Liberation Front), котрі приєдналися до своїх сестер».
Згідно з Judy Rebick, провідною канадською журналісткою та політичною активісткою за фемінізм, лесбійки були (і завжди, відпочатково) серцем жіночого руху, хоча їх проблеми в самому русі були невидимими (лесбійське стирання).
Кольоровий лесбійський фемінізм постав як відповідь лесбійському фемінізму, коли той не спромігся включити питання класу та раси як джерел утиску наряду з гетеросексуальністю.

## Основні положення
Лесбійський фемінізм, подібно до фемінізму, лесбі- та гей-досліджень та квір-теорії, характеризується ідеями дискутування та перегляду. В той же час, однією з ключових тем лесбійського фемінізму є аналіз гетеросексуальності як інституції. Тексти лесбійського фемінізму працюють на денатуралізацію гетеросексуальності та, спираючись на цю денатуралізованість, дослідження «коренів» гетеросексуальності в інституціях, таких як патріархат, капіталізм та колоніалізм. На додачу, лесбійський фемінізм відстоює лесбійство як раціональний результат соціального відчуження та незадоволеності цими інституціями.
Шейла Джеффріс визначаж лесбійський фемінізм як таким, що має сім головних тем:
- Акцент на коханні жінки до жінки;
- Створення сепаратистських організацій;
- Спільнота та ідеї;
- Лесбійство — питання вибору та опору;
- Приватне — це політичне;
- Відмова від соціальної ієрархії;
- Критика чоловічої вищості (male supremacy), що включає андроцентризм, патріархат, домінування в тваринному світі та в БДСМ, чоловічі привілеї, та еротизує нерівність[4].

Бонні Циммерман — лесбі-феміністська літературний критик, що часто аналізує мову, котру використовують письменниці, описуючи рух зсередини (часто в автобіографіях та використовуючи власні свідчення. Лесбійсько-феміністські тексти мають ознаки яскраво вираженої нелінійності, поетичності та навіть туманності.
Кольорові лесбі-феміністки наполягають на інтерсекційності, особливо щодо перетинів гендеру, статі, класу та раси як важливих компонентів лесбійсько-феміністського мислення.

### Біологія, вибір та соціальне конструювання
Лесбійський фемінізм типово представляє лесбійство як форму спротиву «створеним чоловіками» (man-made) інституціям. Шеріл Кларк в есе New Notes on Lesbianism пише: «Я називаю себе „лесбійкою“, тому що ця культура придушує, замовчує і нищить лесбійок, навіть лесбійок, які не звуть себе „лесбійками“. Я називаю себе „лесбійкою“, бо хочу бути видимою для інших чорних лесбійок. Я називаю себе „лесбійкою“, бо я не підписуюся на хижацьку/інституціоналізовану гетеросексуальність».
Між тим, за A Dictionary of Gender Studies, деякі лесбійки, що вважали себе «народженими гомосексуальними», сприняли політичних лесбійок чи тих, хто вірили у вибірність лесбійства, як таких, що привласнили термін «лесбійство» та не переживали й не боролися з тиском, якого зазнавали вони.
У будь-якому випадку, лесбійський фемінізм, як і квір-теорія, позиціонує сексуальність як культурально специфічну.

### Лесбійський сепаратизм
Лесбійський сепаратизм — це форма сепаратистського фемінізму, характерна для лесбійок. У сепаратистському фемінізмі лесбійство позиціонується в якості ключової феміністської стратегії, яка дозволяє жінкам інвестувати свої ресурси в інших жінок, створюючи нові простори і діалог про жіночі стосунки, і, як правило, обмежуючи свої відносини з чоловіками. Сепаратизм розглядався лесбійками одночасно як тимчасова стратегія і як пожиттєва практика, але в основному в другому значенні.
Лесбійський сепаратизм став популярним в 1970-ті, коли деякі лесбійки сумнівалися, що мейнстрімне суспільство чи навіть ЛГБТ-рух мають що їм запропонувати. У 1970 році сім жінок (у тому числі і Дель Мартін, Del Martin) виступили проти Північної конференції гомофілії (тут: гомосексуальності) про релевантність руху за права гомосексуал(ок) (gay rights) для жінок у його лавах. Делегати винесли рішення на користь звільнення жінок, але Мартін відчувала, що вони ще не зробили достатньо, і написала «If That's All There Is» (1970), впливове есе, в якому засудила правозахисні організації геїв як сексистські. Влітку 1971 року лесбійська група, що називаласся «The Furies», створила комуну, відкриту виключно для лесбійок, де випускалася щомісячна газета. «Фурії» складалися з 12 жінок у віці від 18 до 28 років, всі білі лесбійки-феміністки, та включала трьох дітей. Вони розділили хатні обов'язки і одяг, жили разом, частину грошей тратили спільно і спали на матрацах на одній підлозі. «Фурії» також заснували школу для навчання жінок автомобілізму і ремонту будинку, щоб ті могли не бути залежними від чоловіків. Газета випускалася з січня 1972 року по червень 1973; Комуна припинила існування в 1972 році.
Шарлотта Банч, одна з перших учасниць «Фурій», розглядала сепаратистський фемінізм як стратегію, період «першого кроку» або тимчасового виходу з мейнстрімного активізму для досягнення конкретних цілей чи підвищення особистісного зростання. Інші лесбійки, такі як володарка Lambda Award Elana Dykewomon, обрали сепаратизм пожиттєвою практикою.
На додаток до пропагування виходу з робочих, особистих або випадкових стосунків з чоловіками, «Фурії» рекомендували лесбійським сепаратисткам пов'язуватися «тільки (з) жінками, які поривають свої зв'язки з чоловічими привілеями» і припускали, що «доки жінки досі отримують вигоди від гетеросексуальності, отримують свої привілеї і безпеку, вони будуть в якийсь момент вимушені зраджувати своїх сестер, особливо сестер-лесбійок, які не одержують цих пільг».
Це було частиною більшої ідеї, сформульованої Бенч у Learning from Lesbian Separatism: що «у суспільстві чоловічої вищості гетеросексуальність — це політичний інститут», а практика сепаратизму — спосіб уникнути його панування.
У книзі 1988 року Lesbian Ethics: Towards a New Value, лесбійський філософ Сара Люсія Хоугланд (Sarah Lucia Hoagland) посилається на потенціал лесбійського сепаратизму підштовхувати лесбійок розвивати здорові етичні норми спільнот, засновані на спільних цінностях. Хоугланд артикулює відмінність (спочатку зазначену лесбі-сепаратистсько письменницею і антропологом Джулією Пенелопою) між лесбійською субкультурою і лесбійською спільнотою, товариством (community); членство в субкультурі «визначене в негативних термінах як зовнішня, ворожа культура», а членство в спільноті базується на «цінностях, які ми вважаємо, що можемо реалізувати тут».
Бетт Теллен (Bette Tallen) вважає, що лесбійський сепаратизм, на відміну від деяких інших сепаратистських рухів, «не про створення незалежної держави, мова йде про розвиток автономної само-ідентичності і створення сильної згуртованої лесбійської спільноти».
Лесбійська історик Ліліан Федерман (Lillian Faderman) описує сепаратистські імпульси лесбійського фемінізму, який створив культуру та культурні артефакти, як «надання любові між жінками більшої наочності» в масовій культурі. Федерман також вважає, що лесбійки-феміністки, які виступали для створення сепаратистських організацій, робили це, щоб «привнести свої ідеали про чесність, турботу про нужденних, самовизначення та рівність праці і її оплати в усі аспекти побудови інституцій та економіки».
Практика лесбійського сепаратизму іноді включає в себе поняття, що відносяться до квір-націоналізму і політичного лесбійства. Деякі люди, які ідентифікують себе як лесбійські сепаратистки, також пов'язані з практикою діанічного язичництва.
Термін «землі womyn» був використаний в Америці для опису спільнот лесбійок-сепаратисток.
В інших місцях лесбійські феміністки розташовували жіночий сепаратизм як цілком мейнстрімну річ і досліджували міфологію, що оточувала його. Есе Мерилін Фрай (1978) Notes on Separatism and Power є одним з таких прикладів. Фрай стверджує жіночий сепаратизм як стратегію, що практикувалася всіма жінками в якийсь момент, і присутню в багатьох феміністських проектах (жінки-біженки, виборчі квоти, програми жіночих досліджень). Фрай доводить, що тільки коли жінки практикують сепаратизм, соромливо відділяючись від чоловіків, це сприймається з критикою (або, як припускає Фрай, з істерією). Чоловічий же сепаратизм (джентльменські клуби, профспілки, спортивні команди, війська і, можливо, прийняття рішень у цілому) вважається цілком нормальним, навіть доцільним явищем.
Інші лесбійські феміністки досі просувають поняття «тактичного сепаратизму» від чоловіків, сперечаючись про інвестування в такі речі, як жіночі святилища і групи підвищення самосвідомості, а також вивчають повсякденні практики, до котрих жінки можуть тимчасово відступати або усамітнюватися від чоловіків і маскулінності.
Маргарет Слоан-Гантер порівняла лесбійський сепаратизм із чорним сепаратизмом. У роботі Making Separatist Connections: The Issue is Woman Identification вона постановила, що «Якщо лесбійський сепаратизм зникне, це станеться тому, що жінки настільки разом, що ми просто сочитимемося жіночою ідентифікацією, куди б не пішли. Але відколи сексизм набагато старший від расизму, здається, ми повинні зараз прийняти сепаратизм з відкритими обіймами, принаймні фізично, заради здоров'я і свідомості. Це революція, а не піар-кампанія, ми повинні постійно бути напоготові».
Деякі з лесбійсько-феміністських груп, однак, скептично поставилися до сепаратизму. Так, видатна чорна лесбі-феміністська група The Combahee River Collective заявила, що для них сепаратизм не є життєздатною політичною стратегією.

### «Жінка, ідентифікована жінкою»
Якби можна було точно визначити момент заснування лесбійського феміністського руху, то це, ймовірно, був би травень 1970 року, коли Radicalesbians, група радикальних феміністських активісток, що складалася з 20 лесбійок, включаючи письменницю Ріту Мей Браун, прийшли на Другий Конгрес об'єднання жінок, жіночу конференцію у Нью-Йорку. Без запрошення вони вишикувалися на сцені в однакових футболках із написом «Лавандова загроза» і зажадали мікрофон щоб зачитати вголос їхній маніфест «Жінка, ідентифікована жінкою», в якому викладено основні засади їхнього руху. Пізніше Адрієнн Річ включила цю концепцію у своє есе «Примусова гетеросексуальність і лесбійське існування», в якому вона розкриває ідею про те, що патріархат диктує жінкам бути зосередженими на чоловіках або бути «жінками, ідентифікованими чоловіками». Стати «жінкою, ідентифікованою жінкою», змінити фокус уваги і з чоловіків на жінок — це спосіб протистояти патріархальному гніту».
Всупереч деяким поширеним уявленням про «мужоненавісницьких маскулінних лесбійок», лесбійська феміністська теорія не підтримує концепцію жіночої маскулінності. Теоретикиня Шейла Джефріс, стверджувала, що «всі форми маскулінності є проблематичними».

Це одна з основних областей, у яких лесбійський фемінізм відрізняється від квір-теорії, і, можливо, найкраще її резюмує жарт Джудіт Халберштам: «Якби Шейли Джеффріс не існувало, Каміллі Палья довелося б її винайти».